# 萨菲尔-辛普森飓风风力等级
萨菲尔-辛普森飓风风力等级（英語：Saffir-Simpson Hurricane Wind Scale，簡稱SSHWS），前称萨菲尔-辛普森飓风等级（Saffir–Simpson hurricane scale，SSHS）用於分類颶風（位於大西洋或東北太平洋，大於熱帶風暴強度的熱帶氣旋），取名自赫伯特·萨菲尔和罗伯特·辛普森的姓。SSHS根據颶風的強度，把颶風分為一至五級。級數越高代表颶風的最高持續風速越高。
此SSHWS系統只用於西半球如美國，其它地區如澳洲、日本、印度則使用各自的等級系統。另外，美國是使用「1分鐘平均風速」當作持續風速來區分颶風等級，澳洲則是使「陣風」的風速及自己的系統區分等級，中国使用「2分鐘平均風速」作為持續風速，而日本則使用世界氣象組織所建議的「10分鐘平均風速」作為持續風速，並用各自的系統區分颱風等級。

## 分級
由於，SSHWS主要是由美國及美國屬地使用，所以，美国國家氣象局驻關島地方办事处使用「1分鐘平均風速」作為持續風速對該區域的颱風分級，以免出現不一致的級別。
美國海軍和美國空軍聯合在夏威夷珍珠港設立的聯合颱風警報中心並不使用SSHWS。
| 一級       | 最高持續風速 | 33–42 m/s | 74–95 mph | 64–82 kt | 119–153 km/h |
| 一級       | 風暴潮       | 4–5 ft | 4–5 ft | 1.2–1.5 m | 1.2–1.5 m |
| 一級       | 中心最低氣壓 | 28.94 inHg | 28.94 inHg | 965-979 mbar | 965-979 mbar |
| 一級       | 潛在傷害     | 對建築物沒有實際傷害，但對未固定的私家車、灌木和樹會造成傷害。海岸或會遭到洪水，小型碼頭或會受損。 | 對建築物沒有實際傷害，但對未固定的私家車、灌木和樹會造成傷害。海岸或會遭到洪水，小型碼頭或會受損。 | 對建築物沒有實際傷害，但對未固定的私家車、灌木和樹會造成傷害。海岸或會遭到洪水，小型碼頭或會受損。 | 對建築物沒有實際傷害，但對未固定的私家車、灌木和樹會造成傷害。海岸或會遭到洪水，小型碼頭或會受損。 |
| 一級       | 典型熱帶氣旋 | 颱風森姆－颱風約克－熱帶風暴畫眉－氣旋阿耆尼－颱風格美－颱風帕布－颱風燦鴻－強烈熱帶風暴蓮花－颱風莫拉菲－颱風莫拉克－颱風巨爵－颱風康森－颱風燦都－颱風達維－颱風海葵－颱風啟德－強烈熱帶風暴溫比亞－強烈熱帶風暴潭美－颱風海鷗－颶風費伊－颱風米克拉－颱風蓮花－強烈熱帶風暴銀河－颱風妮妲－颱風蒲公英－強烈熱帶風暴蝎虎－強烈熱帶風暴南瑪都－颶風內特－強烈熱帶風暴蘇拉－強烈熱帶風暴麗琵－颱風暹芭－颱風桃芝－強烈熱帶風暴蝴蝶－颱風韋帕 | 颱風森姆－颱風約克－熱帶風暴畫眉－氣旋阿耆尼－颱風格美－颱風帕布－颱風燦鴻－強烈熱帶風暴蓮花－颱風莫拉菲－颱風莫拉克－颱風巨爵－颱風康森－颱風燦都－颱風達維－颱風海葵－颱風啟德－強烈熱帶風暴溫比亞－強烈熱帶風暴潭美－颱風海鷗－颶風費伊－颱風米克拉－颱風蓮花－強烈熱帶風暴銀河－颱風妮妲－颱風蒲公英－強烈熱帶風暴蝎虎－強烈熱帶風暴南瑪都－颶風內特－強烈熱帶風暴蘇拉－強烈熱帶風暴麗琵－颱風暹芭－颱風桃芝－強烈熱帶風暴蝴蝶－颱風韋帕 | 颱風森姆－颱風約克－熱帶風暴畫眉－氣旋阿耆尼－颱風格美－颱風帕布－颱風燦鴻－強烈熱帶風暴蓮花－颱風莫拉菲－颱風莫拉克－颱風巨爵－颱風康森－颱風燦都－颱風達維－颱風海葵－颱風啟德－強烈熱帶風暴溫比亞－強烈熱帶風暴潭美－颱風海鷗－颶風費伊－颱風米克拉－颱風蓮花－強烈熱帶風暴銀河－颱風妮妲－颱風蒲公英－強烈熱帶風暴蝎虎－強烈熱帶風暴南瑪都－颶風內特－強烈熱帶風暴蘇拉－強烈熱帶風暴麗琵－颱風暹芭－颱風桃芝－強烈熱帶風暴蝴蝶－颱風韋帕 | 颱風森姆－颱風約克－熱帶風暴畫眉－氣旋阿耆尼－颱風格美－颱風帕布－颱風燦鴻－強烈熱帶風暴蓮花－颱風莫拉菲－颱風莫拉克－颱風巨爵－颱風康森－颱風燦都－颱風達維－颱風海葵－颱風啟德－強烈熱帶風暴溫比亞－強烈熱帶風暴潭美－颱風海鷗－颶風費伊－颱風米克拉－颱風蓮花－強烈熱帶風暴銀河－颱風妮妲－颱風蒲公英－強烈熱帶風暴蝎虎－強烈熱帶風暴南瑪都－颶風內特－強烈熱帶風暴蘇拉－強烈熱帶風暴麗琵－颱風暹芭－颱風桃芝－強烈熱帶風暴蝴蝶－颱風韋帕 |
| 二級       | 最高持續風速 | 43–49 m/s | 96–110 mph | 83–95 kt | 154–177 km/h |
| 二級       | 風暴潮       | 6–8 ft | 6–8 ft | 1.8–2.4 m | 1.8–2.4 m |
| 二級       | 中心最低氣壓 | 28.50–28.91 inHg | 28.50–28.91 inHg | 950–964 mbar | 950–964 mbar |
| 二級       | 潛在傷害     | 部分房頂材質、門和窗受損，植被可能受損。洪水可能會突破未受保護的泊位，使碼頭和小艇受到威脅。 | 部分房頂材質、門和窗受損，植被可能受損。洪水可能會突破未受保護的泊位，使碼頭和小艇受到威脅。 | 部分房頂材質、門和窗受損，植被可能受損。洪水可能會突破未受保護的泊位，使碼頭和小艇受到威脅。 | 部分房頂材質、門和窗受損，植被可能受損。洪水可能會突破未受保護的泊位，使碼頭和小艇受到威脅。 |
| 二級       | 典型熱帶氣旋 | 颱風溫黛－颱風黛蒂－颱風韋恩－颱風姬羅莉亞－颶風卡塔琳娜－颱風悟空－颱風象神－颱風蘭寧－颱風艾利－颱風麥莎－颱風達維－颱風米娜－颱風鳳凰－颱風凱薩娜－颱風銀河－颱風蘇拉－颱風菲特－颱風麥德姆－颱風哈洛拉－颱風尼莎－颱風珊瑚－颱風杜蘇芮－颱風卡努－颱風天秤－颱風雲雀－颱風珊珊－颱風米塔－颱風烟花 | 颱風溫黛－颱風黛蒂－颱風韋恩－颱風姬羅莉亞－颶風卡塔琳娜－颱風悟空－颱風象神－颱風蘭寧－颱風艾利－颱風麥莎－颱風達維－颱風米娜－颱風鳳凰－颱風凱薩娜－颱風銀河－颱風蘇拉－颱風菲特－颱風麥德姆－颱風哈洛拉－颱風尼莎－颱風珊瑚－颱風杜蘇芮－颱風卡努－颱風天秤－颱風雲雀－颱風珊珊－颱風米塔－颱風烟花 | 颱風溫黛－颱風黛蒂－颱風韋恩－颱風姬羅莉亞－颶風卡塔琳娜－颱風悟空－颱風象神－颱風蘭寧－颱風艾利－颱風麥莎－颱風達維－颱風米娜－颱風鳳凰－颱風凱薩娜－颱風銀河－颱風蘇拉－颱風菲特－颱風麥德姆－颱風哈洛拉－颱風尼莎－颱風珊瑚－颱風杜蘇芮－颱風卡努－颱風天秤－颱風雲雀－颱風珊珊－颱風米塔－颱風烟花 | 颱風溫黛－颱風黛蒂－颱風韋恩－颱風姬羅莉亞－颶風卡塔琳娜－颱風悟空－颱風象神－颱風蘭寧－颱風艾利－颱風麥莎－颱風達維－颱風米娜－颱風鳳凰－颱風凱薩娜－颱風銀河－颱風蘇拉－颱風菲特－颱風麥德姆－颱風哈洛拉－颱風尼莎－颱風珊瑚－颱風杜蘇芮－颱風卡努－颱風天秤－颱風雲雀－颱風珊珊－颱風米塔－颱風烟花 |
| 三級       | 最高持續風速 | 50–58 m/s | 111–129 mph | 96–112 kt | 178–208 km/h |
| 三級       | 風暴潮       | 9–12 ft | 9–12 ft | 2.7–3.7 m | 2.7–3.7 m |
| 三級       | 中心最低氣壓 | 27.91–28.47 inHg | 27.91–28.47 inHg | 940–949 mbar | 940–949 mbar |
| 三級       | 潛在傷害     | 小屋和大樓會受損，某些建築可能會被完全摧毀。 | 小屋和大樓會受損，某些建築可能會被完全摧毀。 | 小屋和大樓會受損，某些建築可能會被完全摧毀。 | 小屋和大樓會受損，某些建築可能會被完全摧毀。 |
| 三級       | 典型熱帶氣旋 | 強烈熱帶氣旋崔西－颱風耐特－颱風利奧－颱風瑪姬－颱風丹恩－颱風桃芝－颱風百合－颱風尤特－颱風浣熊－颱風風神－颱風鸚鵡－颱風圓規－颱風凡亞比－颱風派比安－颱風山神－颱風蝴蝶－颱風－颱風羅莎－颶風諾伯特－颱風南修－颱風天鴿－颱風蘇力－颱風西馬隆－颱風黃蜂－颱風巴威－飓風格雷斯－颱風海葵－氣旋加蘭斯 | 強烈熱帶氣旋崔西－颱風耐特－颱風利奧－颱風瑪姬－颱風丹恩－颱風桃芝－颱風百合－颱風尤特－颱風浣熊－颱風風神－颱風鸚鵡－颱風圓規－颱風凡亞比－颱風派比安－颱風山神－颱風蝴蝶－颱風－颱風羅莎－颶風諾伯特－颱風南修－颱風天鴿－颱風蘇力－颱風西馬隆－颱風黃蜂－颱風巴威－飓風格雷斯－颱風海葵－氣旋加蘭斯 | 強烈熱帶氣旋崔西－颱風耐特－颱風利奧－颱風瑪姬－颱風丹恩－颱風桃芝－颱風百合－颱風尤特－颱風浣熊－颱風風神－颱風鸚鵡－颱風圓規－颱風凡亞比－颱風派比安－颱風山神－颱風蝴蝶－颱風－颱風羅莎－颶風諾伯特－颱風南修－颱風天鴿－颱風蘇力－颱風西馬隆－颱風黃蜂－颱風巴威－飓風格雷斯－颱風海葵－氣旋加蘭斯 | 強烈熱帶氣旋崔西－颱風耐特－颱風利奧－颱風瑪姬－颱風丹恩－颱風桃芝－颱風百合－颱風尤特－颱風浣熊－颱風風神－颱風鸚鵡－颱風圓規－颱風凡亞比－颱風派比安－颱風山神－颱風蝴蝶－颱風－颱風羅莎－颶風諾伯特－颱風南修－颱風天鴿－颱風蘇力－颱風西馬隆－颱風黃蜂－颱風巴威－飓風格雷斯－颱風海葵－氣旋加蘭斯 |
| 四級       | 最高持續風速 | 59–70 m/s | 131–156 mph | 113–136 kt | 209–251 km/h |
| 四級       | 風暴潮       | 13–18 ft | 13–18 ft | 4.0–5.5 m | 4.0–5.5 m |
| 四級       | 中心最低氣壓 | 27.17–27.88 inHg | 27.17–27.88 inHg | 925–939 mbar | 925–939 mbar |
| 四級       | 潛在傷害     | 小型建築或會被徹底摧毀。沿海大部分地區被淹沒，內陸大範圍出現洪水。 | 小型建築或會被徹底摧毀。沿海大部分地區被淹沒，內陸大範圍出現洪水。 | 小型建築或會被徹底摧毀。沿海大部分地區被淹沒，內陸大範圍出現洪水。 | 小型建築或會被徹底摧毀。沿海大部分地區被淹沒，內陸大範圍出現洪水。 |
| 四級       | 典型熱帶氣旋 | 颱風露比－颱風露絲－颱風荷貝－颱風愛倫－颱風伊布都－颱風杜鵑－颱風蒲公英－颱風泰利－颱風龍王－颱風艾雲尼－颱風珍珠－颱風象神－颱風飛燕－颱風榴槤－颱風韋帕－颱風羅莎－颱風黑格比－颱風辛勒克－颱風芭瑪－颱風納沙－颱風韋森特－颱風天秤－颱風布拉萬－颱風蘇力－颱風尤特－颱風－颱風丹娜絲－颶風伊塞萊－颶風奧迪爾－颱風巴蓬－氣旋赫德赫德－颶風貢薩洛－氣旋尼洛法－颱風燦鴻－颱風浪卡－颱風天鵝－颱風杜鵑－颱風彩虹－颱風巨爵－颱風煙花－颱風茉莉－颱風－颱風馬勒卡－颱風鮎魚－颱風桑達－颱風莎莉佳－颱風奧鹿－颶風哈維－颱風泰利－颱風蘭恩－氣旋伊代－颱風利奇馬－颶風勞拉－颱風美莎克－颱風海神－颶風伊塔－飓风艾奥塔－飓风艾达－飓风伊達利亞－颱風杜蘇芮－颱風小犬－颱風格美－颶風海倫妮－颱風山陀兒－颱風康妮－颱風銀杏－颱風天兔－氣旋奇多 | 颱風露比－颱風露絲－颱風荷貝－颱風愛倫－颱風伊布都－颱風杜鵑－颱風蒲公英－颱風泰利－颱風龍王－颱風艾雲尼－颱風珍珠－颱風象神－颱風飛燕－颱風榴槤－颱風韋帕－颱風羅莎－颱風黑格比－颱風辛勒克－颱風芭瑪－颱風納沙－颱風韋森特－颱風天秤－颱風布拉萬－颱風蘇力－颱風尤特－颱風－颱風丹娜絲－颶風伊塞萊－颶風奧迪爾－颱風巴蓬－氣旋赫德赫德－颶風貢薩洛－氣旋尼洛法－颱風燦鴻－颱風浪卡－颱風天鵝－颱風杜鵑－颱風彩虹－颱風巨爵－颱風煙花－颱風茉莉－颱風－颱風馬勒卡－颱風鮎魚－颱風桑達－颱風莎莉佳－颱風奧鹿－颶風哈維－颱風泰利－颱風蘭恩－氣旋伊代－颱風利奇馬－颶風勞拉－颱風美莎克－颱風海神－颶風伊塔－飓风艾奥塔－飓风艾达－飓风伊達利亞－颱風杜蘇芮－颱風小犬－颱風格美－颶風海倫妮－颱風山陀兒－颱風康妮－颱風銀杏－颱風天兔－氣旋奇多 | 颱風露比－颱風露絲－颱風荷貝－颱風愛倫－颱風伊布都－颱風杜鵑－颱風蒲公英－颱風泰利－颱風龍王－颱風艾雲尼－颱風珍珠－颱風象神－颱風飛燕－颱風榴槤－颱風韋帕－颱風羅莎－颱風黑格比－颱風辛勒克－颱風芭瑪－颱風納沙－颱風韋森特－颱風天秤－颱風布拉萬－颱風蘇力－颱風尤特－颱風－颱風丹娜絲－颶風伊塞萊－颶風奧迪爾－颱風巴蓬－氣旋赫德赫德－颶風貢薩洛－氣旋尼洛法－颱風燦鴻－颱風浪卡－颱風天鵝－颱風杜鵑－颱風彩虹－颱風巨爵－颱風煙花－颱風茉莉－颱風－颱風馬勒卡－颱風鮎魚－颱風桑達－颱風莎莉佳－颱風奧鹿－颶風哈維－颱風泰利－颱風蘭恩－氣旋伊代－颱風利奇馬－颶風勞拉－颱風美莎克－颱風海神－颶風伊塔－飓风艾奥塔－飓风艾达－飓风伊達利亞－颱風杜蘇芮－颱風小犬－颱風格美－颶風海倫妮－颱風山陀兒－颱風康妮－颱風銀杏－颱風天兔－氣旋奇多 | 颱風露比－颱風露絲－颱風荷貝－颱風愛倫－颱風伊布都－颱風杜鵑－颱風蒲公英－颱風泰利－颱風龍王－颱風艾雲尼－颱風珍珠－颱風象神－颱風飛燕－颱風榴槤－颱風韋帕－颱風羅莎－颱風黑格比－颱風辛勒克－颱風芭瑪－颱風納沙－颱風韋森特－颱風天秤－颱風布拉萬－颱風蘇力－颱風尤特－颱風－颱風丹娜絲－颶風伊塞萊－颶風奧迪爾－颱風巴蓬－氣旋赫德赫德－颶風貢薩洛－氣旋尼洛法－颱風燦鴻－颱風浪卡－颱風天鵝－颱風杜鵑－颱風彩虹－颱風巨爵－颱風煙花－颱風茉莉－颱風－颱風馬勒卡－颱風鮎魚－颱風桑達－颱風莎莉佳－颱風奧鹿－颶風哈維－颱風泰利－颱風蘭恩－氣旋伊代－颱風利奇馬－颶風勞拉－颱風美莎克－颱風海神－颶風伊塔－飓风艾奥塔－飓风艾达－飓风伊達利亞－颱風杜蘇芮－颱風小犬－颱風格美－颶風海倫妮－颱風山陀兒－颱風康妮－颱風銀杏－颱風天兔－氣旋奇多 |
| 五級       | 最高持續風速 | ≥70 m/s | ≥157 mph | ≥137 kt | ≥252 km/h |
| 五級       | 風暴潮       | ≥19 ft | ≥19 ft | ≥5.5 m | ≥5.5 m |
| 五級       | 中心最低氣壓 | <27.17 inHg | <27.17 inHg | <910-924 mbar | <910-924 mbar |
| 五級       | 潛在傷害     | 大部分建築物和獨立房屋被完全摧毀。洪水導致大範圍地區受災，定居者需要撤離。 | 大部分建築物和獨立房屋被完全摧毀。洪水導致大範圍地區受災，定居者需要撤離。 | 大部分建築物和獨立房屋被完全摧毀。洪水導致大範圍地區受災，定居者需要撤離。 | 大部分建築物和獨立房屋被完全摧毀。洪水導致大範圍地區受災，定居者需要撤離。 |
| 五級       | 典型熱帶氣旋 | 颱風－颶風亞蘭－颱風佛瑞特－颱風范妮莎－颶風吉伯特－颱風尤瑞－颱風蓋伊－颶風約翰－颱風安琪拉－颱風賀伯－颶風琳達－颱風艾文－颱風帕卡－颱風瑞伯－颶風米契－颱風法西－颶風肯納－颶風－颱風風神－颱風－颱風電母－颱風佳芭－颶風葳瑪－氣旋莫妮卡－颶風狄恩－颶風菲力士－颱風薔蜜－颶風瑞克－颱風妮妲－颱風－颱風桑達－颱風梅花－颱風南瑪都－颱風三巴－颱風海燕－颱風－颱風－颱風－颶風派翠莎－颱風莫蘭蒂－颱風－颱風山竹－颱風哈隆－颱風天鵝－颱風舒力基－颱風軒嵐諾－颱風－颶風伊恩－氣旋弗雷迪－氣旋摩卡－颱風瑪娃－颱風蘇拉－颱風布拉萬－颱風摩羯－颶風米爾頓－颱風萬宜 | 颱風－颶風亞蘭－颱風佛瑞特－颱風范妮莎－颶風吉伯特－颱風尤瑞－颱風蓋伊－颶風約翰－颱風安琪拉－颱風賀伯－颶風琳達－颱風艾文－颱風帕卡－颱風瑞伯－颶風米契－颱風法西－颶風肯納－颶風－颱風風神－颱風－颱風電母－颱風佳芭－颶風葳瑪－氣旋莫妮卡－颶風狄恩－颶風菲力士－颱風薔蜜－颶風瑞克－颱風妮妲－颱風－颱風桑達－颱風梅花－颱風南瑪都－颱風三巴－颱風海燕－颱風－颱風－颱風－颶風派翠莎－颱風莫蘭蒂－颱風－颱風山竹－颱風哈隆－颱風天鵝－颱風舒力基－颱風軒嵐諾－颱風－颶風伊恩－氣旋弗雷迪－氣旋摩卡－颱風瑪娃－颱風蘇拉－颱風布拉萬－颱風摩羯－颶風米爾頓－颱風萬宜 | 颱風－颶風亞蘭－颱風佛瑞特－颱風范妮莎－颶風吉伯特－颱風尤瑞－颱風蓋伊－颶風約翰－颱風安琪拉－颱風賀伯－颶風琳達－颱風艾文－颱風帕卡－颱風瑞伯－颶風米契－颱風法西－颶風肯納－颶風－颱風風神－颱風－颱風電母－颱風佳芭－颶風葳瑪－氣旋莫妮卡－颶風狄恩－颶風菲力士－颱風薔蜜－颶風瑞克－颱風妮妲－颱風－颱風桑達－颱風梅花－颱風南瑪都－颱風三巴－颱風海燕－颱風－颱風－颱風－颶風派翠莎－颱風莫蘭蒂－颱風－颱風山竹－颱風哈隆－颱風天鵝－颱風舒力基－颱風軒嵐諾－颱風－颶風伊恩－氣旋弗雷迪－氣旋摩卡－颱風瑪娃－颱風蘇拉－颱風布拉萬－颱風摩羯－颶風米爾頓－颱風萬宜 | 颱風－颶風亞蘭－颱風佛瑞特－颱風范妮莎－颶風吉伯特－颱風尤瑞－颱風蓋伊－颶風約翰－颱風安琪拉－颱風賀伯－颶風琳達－颱風艾文－颱風帕卡－颱風瑞伯－颶風米契－颱風法西－颶風肯納－颶風－颱風風神－颱風－颱風電母－颱風佳芭－颶風葳瑪－氣旋莫妮卡－颶風狄恩－颶風菲力士－颱風薔蜜－颶風瑞克－颱風妮妲－颱風－颱風桑達－颱風梅花－颱風南瑪都－颱風三巴－颱風海燕－颱風－颱風－颱風－颶風派翠莎－颱風莫蘭蒂－颱風－颱風山竹－颱風哈隆－颱風天鵝－颱風舒力基－颱風軒嵐諾－颱風－颶風伊恩－氣旋弗雷迪－氣旋摩卡－颱風瑪娃－颱風蘇拉－颱風布拉萬－颱風摩羯－颶風米爾頓－颱風萬宜 |
| 非官方建議 |              | | | | |
| 六級       | 最高持續風速 | ≥78/80 m/s | ≥175/180 mph | ≥150/155 kt | ≥280/290 km/h |
| 六級       | 潛在傷害     | 進而摧毁一些建築技術較新的建築物，並造成嚴重土石流、甚至滅村等慘重災情。 | 進而摧毁一些建築技術較新的建築物，並造成嚴重土石流、甚至滅村等慘重災情。 | 進而摧毁一些建築技術較新的建築物，並造成嚴重土石流、甚至滅村等慘重災情。 | 進而摧毁一些建築技術較新的建築物，並造成嚴重土石流、甚至滅村等慘重災情。 |
| 六級       | 典型熱帶氣旋 | 1979年颱風，1980年颶風亞蘭，1983年颱風佛瑞特，1988年颶風吉伯特，1991年颱風尤瑞，1992年颶風安德魯和颱風蓋伊，1994年颶風約翰，1995年颱風安琪拉，1997年颶風琳達、颱風艾文和颱風帕卡，1998年颱風瑞伯和颶風米契，2000年颱風，2001年颱風法西，2003年颱風，2004年颱風電母和颱風，2005年颶風、颶風和颶風葳瑪，2006年氣旋莫妮卡，2007年颶風狄恩和颶風菲力士，2009年颱風、颶風瑞克和颱風妮妲，2010年颱風，2012年颱風三巴和颱風，2013年颱風海燕，2014年颱風黃蜂、颱風和颱風，2015年氣旋帕姆、颱風、颱風和颶風派翠莎，2016年氣旋溫斯頓、氣旋凡塔拉、颱風尼伯特、颱風莫蘭蒂和颱風，2017年颶風和颶風，2018年颱風、颱風山竹、颱風和颱風玉兔，2019年氣旋哈羅德、氣旋法尼、颶風、颱風和颱風，2020年颱風天鵝，2021年颱風舒力基、颱風和颱風雷伊，2023年氣旋摩卡、颱風瑪娃、颱風布拉萬，2024年颶風米爾頓。但美國的羅伯特·辛普森認為沒有必要設立此級別，因為在五級風力的吹襲下，不管多麼先進的建築物，不足六秒就已造成傷害，再高的級別也不會有多大差異。 | 1979年颱風，1980年颶風亞蘭，1983年颱風佛瑞特，1988年颶風吉伯特，1991年颱風尤瑞，1992年颶風安德魯和颱風蓋伊，1994年颶風約翰，1995年颱風安琪拉，1997年颶風琳達、颱風艾文和颱風帕卡，1998年颱風瑞伯和颶風米契，2000年颱風，2001年颱風法西，2003年颱風，2004年颱風電母和颱風，2005年颶風、颶風和颶風葳瑪，2006年氣旋莫妮卡，2007年颶風狄恩和颶風菲力士，2009年颱風、颶風瑞克和颱風妮妲，2010年颱風，2012年颱風三巴和颱風，2013年颱風海燕，2014年颱風黃蜂、颱風和颱風，2015年氣旋帕姆、颱風、颱風和颶風派翠莎，2016年氣旋溫斯頓、氣旋凡塔拉、颱風尼伯特、颱風莫蘭蒂和颱風，2017年颶風和颶風，2018年颱風、颱風山竹、颱風和颱風玉兔，2019年氣旋哈羅德、氣旋法尼、颶風、颱風和颱風，2020年颱風天鵝，2021年颱風舒力基、颱風和颱風雷伊，2023年氣旋摩卡、颱風瑪娃、颱風布拉萬，2024年颶風米爾頓。但美國的羅伯特·辛普森認為沒有必要設立此級別，因為在五級風力的吹襲下，不管多麼先進的建築物，不足六秒就已造成傷害，再高的級別也不會有多大差異。 | 1979年颱風，1980年颶風亞蘭，1983年颱風佛瑞特，1988年颶風吉伯特，1991年颱風尤瑞，1992年颶風安德魯和颱風蓋伊，1994年颶風約翰，1995年颱風安琪拉，1997年颶風琳達、颱風艾文和颱風帕卡，1998年颱風瑞伯和颶風米契，2000年颱風，2001年颱風法西，2003年颱風，2004年颱風電母和颱風，2005年颶風、颶風和颶風葳瑪，2006年氣旋莫妮卡，2007年颶風狄恩和颶風菲力士，2009年颱風、颶風瑞克和颱風妮妲，2010年颱風，2012年颱風三巴和颱風，2013年颱風海燕，2014年颱風黃蜂、颱風和颱風，2015年氣旋帕姆、颱風、颱風和颶風派翠莎，2016年氣旋溫斯頓、氣旋凡塔拉、颱風尼伯特、颱風莫蘭蒂和颱風，2017年颶風和颶風，2018年颱風、颱風山竹、颱風和颱風玉兔，2019年氣旋哈羅德、氣旋法尼、颶風、颱風和颱風，2020年颱風天鵝，2021年颱風舒力基、颱風和颱風雷伊，2023年氣旋摩卡、颱風瑪娃、颱風布拉萬，2024年颶風米爾頓。但美國的羅伯特·辛普森認為沒有必要設立此級別，因為在五級風力的吹襲下，不管多麼先進的建築物，不足六秒就已造成傷害，再高的級別也不會有多大差異。 | 1979年颱風，1980年颶風亞蘭，1983年颱風佛瑞特，1988年颶風吉伯特，1991年颱風尤瑞，1992年颶風安德魯和颱風蓋伊，1994年颶風約翰，1995年颱風安琪拉，1997年颶風琳達、颱風艾文和颱風帕卡，1998年颱風瑞伯和颶風米契，2000年颱風，2001年颱風法西，2003年颱風，2004年颱風電母和颱風，2005年颶風、颶風和颶風葳瑪，2006年氣旋莫妮卡，2007年颶風狄恩和颶風菲力士，2009年颱風、颶風瑞克和颱風妮妲，2010年颱風，2012年颱風三巴和颱風，2013年颱風海燕，2014年颱風黃蜂、颱風和颱風，2015年氣旋帕姆、颱風、颱風和颶風派翠莎，2016年氣旋溫斯頓、氣旋凡塔拉、颱風尼伯特、颱風莫蘭蒂和颱風，2017年颶風和颶風，2018年颱風、颱風山竹、颱風和颱風玉兔，2019年氣旋哈羅德、氣旋法尼、颶風、颱風和颱風，2020年颱風天鵝，2021年颱風舒力基、颱風和颱風雷伊，2023年氣旋摩卡、颱風瑪娃、颱風布拉萬，2024年颶風米爾頓。但美國的羅伯特·辛普森認為沒有必要設立此級別，因為在五級風力的吹襲下，不管多麼先進的建築物，不足六秒就已造成傷害，再高的級別也不會有多大差異。 |

大部分气象部门所用风速为高度10米的每10分钟平均风速，相对而言，美国国家气象中心用的是高度10米的每1分钟平均风速，中心最低氣壓为估计值。世界氣象組織則建議使用高度10米的每10分鐘平均風速作為「持續風速」的定義。